# Spencer W. Kimball
Spencer Woolley Kimball, född 28 mars 1895, död 5 november 1985, var den tolfte presidenten för Jesu Kristi Kyrka av Sista Dagars Heliga, ett ämbete han innehade från 1973 till sin död.
Kimballs farfar, Heber C. Kimball, var en av kyrkans tolv ursprungliga apostlar och senare rådgivare i första presidentskapet åt Brigham Young. Kimballs far var Andrew Kimball och hans mor Olive Woolley, syster till John W. Woolley, en tidig ledare inom den fundamentalistiska mormonrörelsen. Kimball föddes i Salt Lake City men växte upp i Arizona dit familjen flyttade när han var tre år. Efter att ha gått ut high school var han missionär i Missouri. Han återvände till Arizona och gifte sig med Camilla Eyring 1917. Paret fick så småningom fyra barn. Kort efter deras giftermål började han arbeta på en bank men så småningom startade han eget företag.
Efter att länge ha varit engagerad inom kyrkan blev han kallad att bli medlem i de tolv apostlarnas kvorum 1943. Han sålde då sitt företag och flyttade till Salt Lake City och blev apostelvigd av kyrkans president Heber J. Grant i oktober det året.
En av Kimballs arbetsuppgifter var att arbeta med ursprungsbefolkningen. Dessa hade dålig tillgång till utbildning och Kimball utvecklade "Indian Student Placement Program" som gav indianer möjlighet till skolgång medan de bodde hos värdfamiljer.
1948 drabbades han av en hjärtattack och senare även av strupcancer som ledde till att delar av hans stämband måste opereras bort. Efter att hjärtproblemen återkommit genomgick han en hjärtoperation 1972. I december året därpå blev han kyrkans president efter Harold B. Lees död. Det var under Spencer W Kimballs presidentskap som mormonkyrkan för första gången gjorde det möjligt för färgade att ordineras till präster, detta enligt "Official Declaration—2" från 1978. Kimball kom att vara president för kyrkan i över ett decennium, men hans hälsa blev svagare och under 1980-talet tog hans rådgivare Gordon B. Hinckley över en del av hans sysslor. Kimball dog i Salt Lake City den 5 november 1985 och efterträddes som kyrkans president av Ezra Taft Benson.
1969 publicerade Kimball boken Miracle of Forgiveness.